# Annie Jump Cannon
Annie Jump Cannon   (Dover, 11 de desembre de 1863 - Cambridge, 13 d'abril de 1941) fou una astrònoma estatunidenca el treball de catalogació de la qual, amb la classificació espectral de Harvard, fou fonamental per a l'actual classificació estel·lar.

## Vida

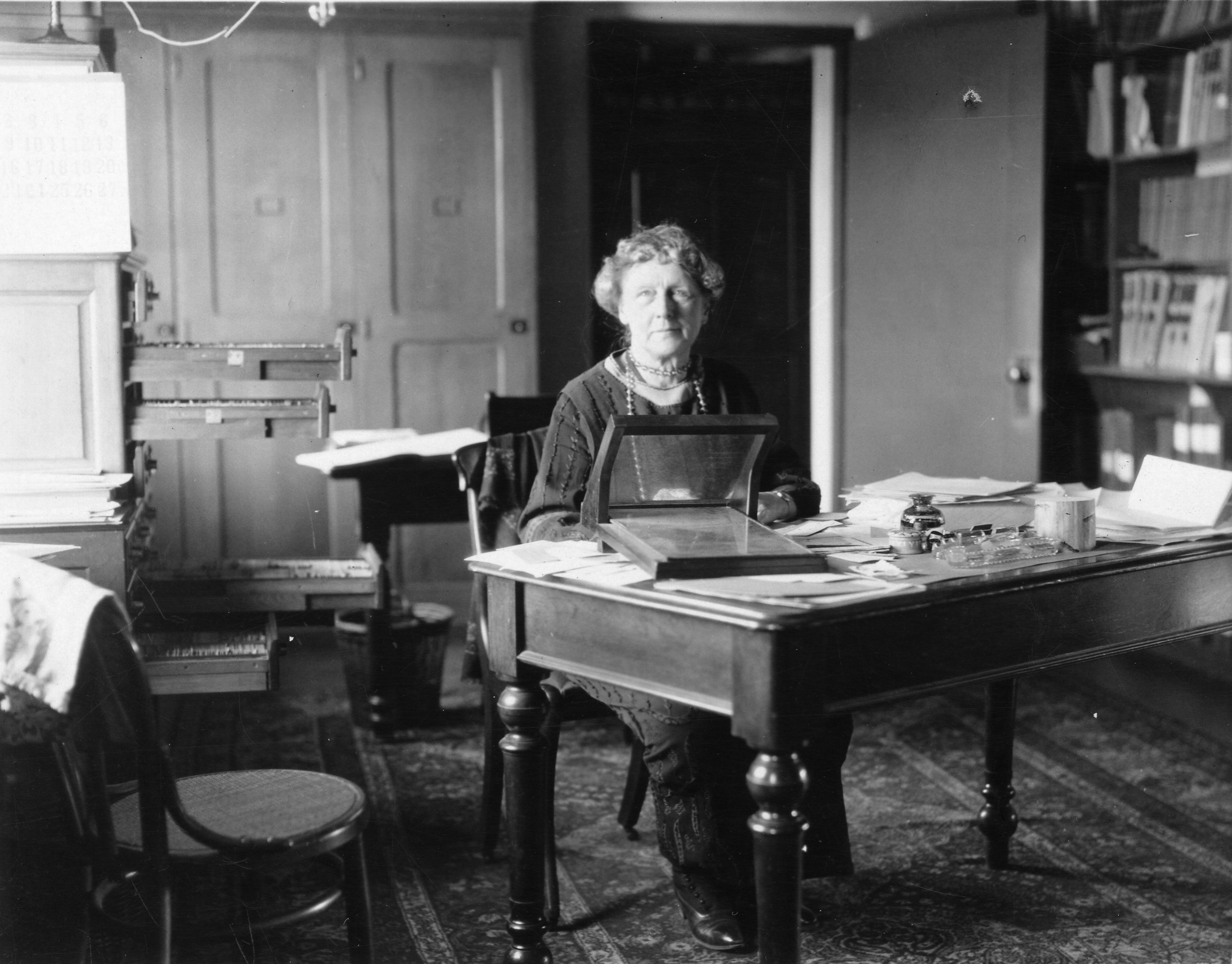
Annie Jump Cannon asseguda al seu escriptori

Annie Cannon va néixer l'11 de desembre de 1863 a Dover, Delaware, Estats Units. La seva mare, Mary Cannon, fou qui estimulà Annie en el gust per l'astronomia. Assistí al Wellesley College, on estudià física i astronomia. A més dedicà part del seu temps a realitzar mesures espectroscòpiques. Durant més de deu anys no exercí l'astronomia, fins al 1894, després de la mort de la seva mare, quan començà a treballar com a professora júnior de física mentre estudiava astronomia al Radcliffe College.

## Treball
Des del Harvard College Observatory descobrí 300 estels variables. Col·laborà en la preparació del gran catàleg estel·lar Henry Draper. Va escriure Bibliography of Variable Stars Comprising 60.000 Cards.
Fou responsable de la col·lecció de fotografies astronòmiques del Harvard College Observatory, el 1911, però només fou nomenada com a professora regular d'astronomia el 1938. Va formar part del grup que es coneixeria com "les dones de Pickering". Va morir el 13 d'abril de 1941 a Cambridge, Massachusetts.